# Casaluce
Casaluce è un comune italiano di 9 442 abitanti della provincia di Caserta in Campania.
Nel 1929 venne fusa con Teverola, formando il comune di Fertilia. Questo venne soppresso nel 1946, ricostituendo i due comuni preesistenti.

## Storia

### Il territorio di Casaluce in età medioevale
Il territorio di Casaluce ha conosciuto insediamenti umani dal III secolo a.C. accogliendo alcuni villaggi osci come testimoniano numerosi reperti archeologici conservati nel Museo Campano di Capua. In epoca romana, fra queste campagne, sorse un "pagus" ovvero un villaggio amministrato dall'antica Atella che con l'Antica Capua rappresentava il punto di riferimento della Liburia come i romani la definivano. Quando i Barbari invasero l'Italia, neppure la Liburia sfuggì alle loro devastazioni e da fiorente che era, a causa dell'abbandono, diventò una plaga deserta dominio dell'acquitrino e dei boschi. Successivamente il territorio si ripopolò e nacquero piccoli villaggi abitati da modesti contadini formati da poche capanne e circondati da terreni coltivati.
Alla fine del secolo X, la Liburia, una vasta regione della Campania settentrionale al nord di Napoli e delineata dal fiume Clanio, risultava divisa in due aree di diversa influenza politica. In effetti fu il campo di aspri combattimenti tra i Longobardi e i Bizantini e non solo, ma subiva ininterrotte irruzioni da parte dei Saraceni. La regione meridionale della Liburia, apparteneva al "Ducato di Napoli" dominata a partibus militiate e quella settentrionale detta a partibus longobardorum era annessa al Principato di Capua. Queste due regioni Liburiche erano divise tra loro dalla via consolare campana (di età romana) che nell'epoca classica conduceva da Puteoli (Pozzuoli) a Capys (Santa Maria Capua Vetere). Al tempo dei longobardi nella regione settentrionale sorgevano piccoli villaggi nati su rovine di ville tardo imperiali, e nel secolo X già la presenza di insediamenti umani quale il territorio di Popone, abbozzavano ciò che sarebbe diventato il suolo di Casaluce. Infatti, un documento riferito all'anno 900, parla di una donazione fatta da un certo Ronaldo, figlio di Leone, avente per oggetto un pezzo di terra in Pipone, al monastero benedettino di Montecassino. Nel 964 come è descritto dalla "Cronaca Volturnese", i principi capuani Pandolfo I e Landolfo III, donarono ai monaci benedettini del Monastero di San Vincenzo al Volturno i loro possedimenti che comprendevano le terre degli " Homines de Casaluci", degli "Homines de Apranu" e di un villaggio "locus qui dicitur Piro", seguendo una formula tipica di quell'epoca a "pro salvatione animae", cioè per la salvezza dell'anima. Quest'atto di donazione è la scrittura più antica conosciuta in cui si nomina Casaluce. Grazie alla presenza dei monaci sul suolo citato, quindi ormai governato dal monastero volturnese e dal monastero di Montecassino, si ebbe un forte sviluppo sociale e il ripopolamento delle campagne dando inizio ad un nuovo insediamento agricolo, iniziato in tempi ancor più lontani dai Romani, tanto è vero che l'odierno comune di Casaluce è diviso a metà da una centuriazione romana (l'attuale corso Vittorio Emanuele). Questo aspetto sarà poi predominante nelle caratteristiche sociali del luogo.

### Un appunto sul secolo III a.C.
Questo appunto è utile per ricordare l'antichità di Casaluce ancor prima di Atella e del suo fiorente sviluppo in età medioevale.
Si anticipa in questa ricostruzione storica che il moderno comune di Casaluce sorse dalla cooperazione di villaggi rurali quali Casaluce con il suo possente castello, Apranu (Aprano), Piro (divenuto in seguito Casalnuovo a Piro) e Popone, l'insediamento più antico e misterioso del cui nome non si conosce ancora esattamente la corretta radice etimologica.
Da alcuni studi risulta che il villaggio di Popone potrebbe essere il centro più antico della diocesi aversana in quanto risale a una colonizzazione preromanica dell'antica Cuma nel secolo III a.C., una popolazione di origine greca che occupò le coste campane a nord di Napoli. Probabilmente i cumani si spinsero nell'entroterra, data la modesta navigabilità del fiume Clanio, costruendo il villaggio sulla zona più alta della pianura circondata da acquitrini, paludi e boschi. I cumani eressero il cosiddetto "castello di Popone". Questa costruzione, successivamente rifatta in forme ogivali raccoglieva lo stesso villaggio fino al 1813 quando fu completamente spopolato a causa di una pestilenza.
I resti di questo villaggio, che consistono in una chiesetta e un fortino seicentesco ricostruito sui ruderi cumani, si trovano ancora oggi a pochi metri a nord-ovest del castello normanno di Casaluce e probabilmente la radice etimologica del nome è quella greca nel sostantivo di “Pepòn” che significa maturo.

### Arrivo dei Normanni in terra di Liburia (XI secolo)
Agli inizi dell'anno mille i villaggi degli Homines de Casaluci, degli Homines de Apranu, il villaggio di Piro e di Pipone accoglievano poveri contadini soggetti a vincoli feudali o dei grandi monasteri benedettini o di potenti signori longobardi, gastaldi capuani fino alla discesa dei Normanni.
Agli inizi dell'XI secolo la regione campana fu teatro di guerre per la conquista di territori disputate dalle popolazioni residenti. Fu in questo periodo che i principati di Benevento e di Capua si fusero insieme sotto il controllo di Atenulfo che segnò la caduta del principato beneventano a favore di quello capuano. Intanto nell'anno 1030, giunsero in Liburia cinque cavalieri normanni della famiglia Drengot Quarrel con 300 uomini di scorta. Costoro dapprima si posero a servizio di Pandolfo IV di Capua e successivamente al servizio di Sergio IV di Napoli a seconda dei servigi che taluni potevano offrire. Ebbero come pagamento ai servigi prestati anche diverse terre tra cui una con un casato in pietra di tufo che non esitarono a trasformare in fortezza. Questa prima forma di residenza normanna nel territorio potrebbe giustificare insieme al titolo Homines de Casaluci il toponimo di Casaluce stesso che dovrebbe significare anche “castello del bosco”. Il primo insediamento normanno guidato da Rainulfo Drengot, si crede in effetti adibito nelle zone di Ponte a Selice, che permetteva alla via campana di scavalcare il fiume Clanio, che essendo paludoso si trasferirono nel territorio di Casaluce che si mostrava più accogliente, più alto rispetto alla pianura e inoltre corredato di un casato in pietra di tufo. Il motivo fondamentale di tale scelta fu la posizione strategica del posto a metà strada tra Napoli e Capua. Questa posizione strategica permetteva allo stesso Rainulfo Drengot di destreggiarsi tra Pandolfo IV di Capua e Sergio IV di Napoli, aiutando dapprima Pandolfo a riconquistare il principato di Capua e successivamente il duca di Napoli. Intanto Rainulfo gettava le basi di Aversa, la città che sarebbe diventata la prima contea normanna nel sud d'Italia. Aversa nasceva a pochi km dal castello di Casaluce ed usava la fortezza come protezione dalle espansioni capuane. Infatti il castello si trovava in linea retta non solo tra Napoli e Capua ma anche tra Aversa e Capua. Questa fortezza è la prima costruita dai Normanni in Italia ed in tutto il bacino del Mediterraneo.

### Il Castello Normanno della Contea di Aversa a Casaluce

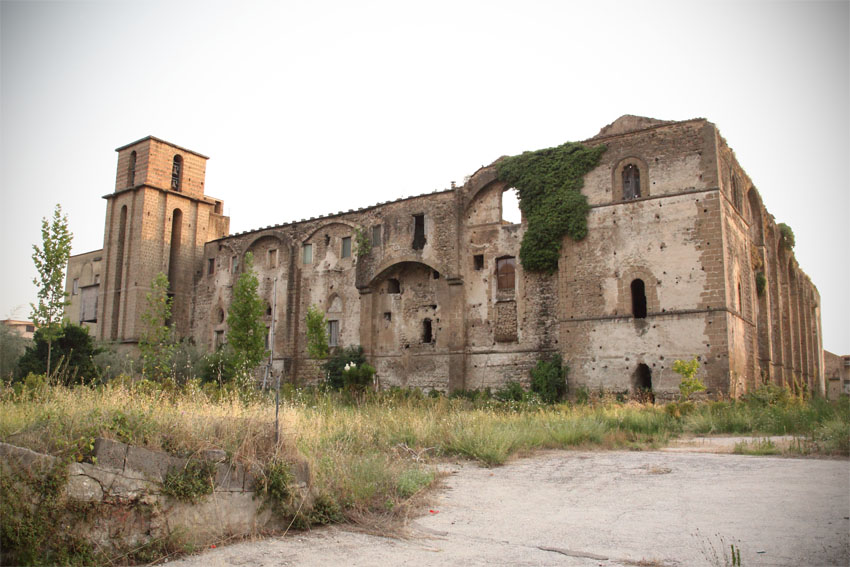
Castello Normanno della Contea di Aversa a Casaluce (prima del restauro).

Sulla data di costruzione del castello di Casaluce c'è una disputa storica che prevede uno scarto di trent'anni. Secondo lo studio dell'abate celestino Padre Donato Polieni da Siderno la data di costruzione è ricondotta al 1060, mentre secondo padre Andrea Costa la data di costruzione è relativa al 1030. Secondo un'indagine storica la seconda è quella più accreditata, in quanto nel 1060 esisteva una relativa pace tra Roberto il Guiscardo e Riccardo I di Aversa, alleati contro il papato. Secondo padre Polieni il fondatore del castello è Roberto il Guiscardo mentre per padre A. Costa il fondatore è Rainulfo Drengot, stavolta l'enigma viene sciolto pensando che il Guiscardo in quel periodo fu impegnato nella guerriglia contro i bizantini che tentavano di riconquistare le Puglie e quindi la costruzione è da ricondurre al primo insediamento e cioè a quello relativo a Rainulfo Drengot. Il castello si presentava come maestoso complesso di tufo, dalla forma perfetta, ampia, quadrata, alta, senza porte e finestre con un enorme fossato riempito di acqua del vicino fiume Clanio e immerso in un bosco di querce e pioppi. Artificioso nella sua architettura e per le sue cinque torri, quattro negli angoli e un maschio centrale, dall'assenza di finestre e caratterizzato dai grossi merli, dagli ampi locali interni adibiti a dormitori, a sala di giustizia, a scuderie, armerie per le guarnigioni e nei sotterranei, le prigioni e i magazzini. Aveva lunghezza di 270 palmi, di altezza 100 palmi ed il perimetro di 1080 palmi. Il fossato da sud a ovest largo 45 palmi e alto 30 palmi sorpassato da un ponte levatoio centrale alle mura ovest, largo 65 palmi e alto 12 palmi. Inoltre la fortezza possedeva delle cave sotterranee ai torrioni e ad altre stanze che davano accesso ad uscite segrete che portavano in luoghi lontani e diversi, in caso di bisogni, di incidenti di guerra, oppure d'assedio. Le suddette dimensioni corrispondono a quelle della struttura odierna che nel XIII secolo sembrava più riferibile a una residenza di età svevo-angioina che a una struttura belligerante dei primi dell'XI secolo dovuto ai cambiamenti apportati con la trasformazione in monastero.

### Succedersi di avvenimenti nel secolo XII
La funzione militare del castello ne segnò inevitabilmente anche la sua distruzione. Infatti nel 1135 Ruggiero II di Altavilla dopo la vittoria su Riccardo II conte di Aversa e successore di Rainulfo Drengot, nel corso della sua impresa di riunificazione del sud della penisola italica, avrebbe saccheggiato il territorio aversano e distrutto tutte le fortificazioni compresa quella di Casaluce abbattendone le torri, la quale era in possesso di Roberto II discendente di Rainulfo Drengot, come segno di ammonimento e di umiliazione per l'avvenuta sconfitta. Ruggiero II permise successivamente la ricostruzione delle mura fortificate della città di Aversa e trasformò il castello di Casaluce, che intanto perdeva la sua funzione originaria, in residenza di caccia reale. Il castello da ruggero II d'Altavilla passò agli Svevi nel 1184. Il castello fu dato in amministrazione al militare aversano Rahul De Casaluccia che governava il territorio riscuotendo i tributi delle terre infeudate. Al governatore Rahul succedette nel tempo Gaufridus, componente della sua famiglia. Tale famiglia mantenne il dominio anche durante il periodo svevo, tra i quali Simon de Casaluccia, un fedele milite aversano, al quale il re Enrico IV di Svevia confermò anche i beni avuti al tempo di Guglielmo il Buono (1166-1189).

### Secolo XIII ipotesi cronologiche, parte I
Si servirono del castello di Casaluce in questo periodo tutti i principi seguaci del Re di Napoli secondo i vari bisogni fino al 1265, quando venne in Italia con un grande esercito Carlo I d'Angiò. Secondo padre Polieni da Siderno il fortilizio di Casaluce fu donato da Carlo I d'Angiò nel 1269 al suo gran connestabile Bertrando del Balzo, che lo aveva accompagnato, con altri signori provenzali, alla conquista del Regno di Sicilia. Altri documenti invece rivelano che nel 1332 il feudo di Casaluce fu ancora abitato dalla famiglia de Casaluccia e successivamente avveniva il passaggio del titolo alla famiglia del Balzo. La notizia data da padre Polieni non è documentata da nessun atto tanto è vero che menziona più avanti nel libro Historia del real castello di Casaluce che Raimondo del Balzo, nipote di Beltrando del Balzo, acquistò il feudo del casale di Casaluce dal nobile napoletano Roberto d'Ariano nel 1359, citando addirittura gli estremi dell'atto di compravendita.

### Secolo XIII, Venuta a Napoli dell'icona raffigurante la Madonna con Bambino e delle idrie risalenti al primo miracolo alle nozze di Cana di Galilea
In questo periodo ricorreva la penultima crociata per liberare la terra santa dalle invasioni musulmane. L'ultima fu diretta dal re di Napoli Carlo I d'Angiò che era fratello del re san Luigi IX con il quale nel 1270 combatté a Tunisi in occasione della crociata per recuperare la Terra Santa, ed ottenne nel 1276 il titolo di re di Gerusalemme. Il viceré Ruggero Sanseverino, cavaliere benemerito della corona, cognato di Beltramo del Balzo fu incaricato di amministrare quei territori. Furono tempi difficili per la spedizione angioina in quanto il regno di Gerusalemme imperversava in uno sconvolgimento bellico, da una serie di guerre, che avrebbero fatto perdere il prestigioso titolo detenuto dagli angioini. Questo segnò il ritiro degli eserciti ed un imminente ritorno a Napoli. Sanseverino sia per dono al suo re e sia per salvarla da un'imminente distruzione, portò a Napoli un'icona dalla Beata Vergine Maria, ritenuta dipinta dall'evangelista San Luca e due idrie, tenute in gran venerazione perché in esse Gesù Cristo aveva trasformato l'acqua in vino alle nozze di Cana in Galilea. L'icona della Madonna fu custodita insieme alle idrie nella cappella Palatina Santa Barbara di Castelnuovo (Maschio Angioino) e poste in gran venerazione.

### Secolo XIII, Pietro del Morrone e l'ordine dei monaci Celestini
Il fondatore dei monaci celestini fu Pietro da Morrone, che fin da piccolo votò la sua vita a Dio nell'ordine benedettino. Egli nacque ad Isernia verso il 1215, fu ordinato sacerdote a Roma nel 1239 e nel 1264 diede inizio, sulla Maiella, alla comunità monastica dei "Fratelli dello Spirito Santo" (monaci celestini). Il 5 luglio 1294, Pietro fu eletto papa nel conclave di Perugia e fu incoronato con il nome di Celestino V il 29 agosto 1294 nella basilica di Santa Maria di Collemaggio a L'Aquila, da lui stesso fatta edificare. È tradizione che papa Celestino V nel novembre 1294 sia passato in territorio aversano, perché in visita a Napoli, celebrando una Santa Messa nella chiesa del purgatorio (antica parrocchia dei SS Filippo e Giacomo in Aversa). Il 13 dicembre 1294 rinunciò al papato, dando a tutti un grande esempio di umiltà e di coraggio, ritiratosi a vita privata nella penitenza e nella preghiera, nel castello di Fumone dove morì misteriosamente il 19 maggio 1296 ed il 5 maggio 1313 fu proclamato santo da papa Clemente V. La grande intuizione profetica di papa Celestino V fu la grande Perdonanza Aquilana da lui stesso istituita con bolla del 29 settembre 1294 e da allora è celebrata ogni anno dal 28 al 29 agosto con l'apertura della porta santa della basilica di Collemaggio.

### Secolo XIII, S. Ludovico di Tolosa, primo frutto di santità maturato al riflesso materno della "Madonna col Bambino"
Prima di morire, Carlo I d'Angiò, lasciò a suo nipote Ludovico l'icona della Madonna col Bambino e le due sacre Idrie, chiedendogli di costruire in loro onore una chiesa per la pubblica venerazione in quanto il culto per la Vergine bruna si diffondeva velocemente nel Regno di Napoli. Ludovico fu il primo a sviluppare la sua vocazione avvolto dall'amore figliare della "Madonna col Bambino". Intanto era in corso il moto rivoluzionario che andava sotto il nome di Vespri siciliani. Esso scoppiò il 23 marzo 1282 e da Palermo si diffuse in tutta la Sicilia. In una battaglia navale nel golfo di Napoli il 5 giugno 1284 l'erede al trono Carlo II d'Angiò, figlio di Carlo I d'Angiò, cadde prigioniero. Intanto gli aragonesi incominciavano a penetrare nel regno di Napoli. Carlo II d'Angiò per ottenere la libertà, dovette dare in ostaggio tre dei suoi figli e cinquanta cavalieri. Uno di questi fu Ludovico che custodiva con amore e profonda devozione l'Icona della Madonna e le due idrie. In questo periodo scese a Napoli papa Celestino V per una visita pastorale, ma in realtà per motivazioni politiche a cui era tenuto in qualità di capo della Chiesa cattolica, per scongiurare un possibile peggioramento delle condizioni in cui versava il regno di Napoli. In questo frangente il Papa ebbe modo di conoscere la preziosa icona bizantina e di venerarla. Fu il Papa, con tutta probabilità, a chiedere a Ludovico di erigere una chiesa in onore dell'icona con le idrie e di porle sotto la custodia dei monaci dell'ordine da lui fondato. I tempi stringevano e Ludovico non poté erigere una chiesa in onore dell'effigie proveniente da Gerusalemme ma chiese al suo amico Raimondo del Balzo, barone di Casaluce, di adempiere per lui le promesse fatte. Una volta in Aragona Ludovico, si dedicò agli studi, entrò nell'ordine francescano e diventò vescovo di Tolosa. Un anno dopo, nel 1297 morì, in concetto di santità. Il processo di canonizzazione fu avviato da papa Bonifacio VIII che lo aveva conosciuto personalmente e si concluse col Papa Giovanni XXII che lo elevò agli onori degli altari il 7 aprile 1317.

### Secolo XIV, ipotesi cronologica, parte seconda
Nel 1332 si hanno ancora notizie documentate sulla famiglia de Casaluccia la quale perse il feudo nella prima età angioina, quando il titolo passò ai del Balzo, le cui notizie relative ai trasferimenti di proprietà sono abbastanza confuse. Ciò che importa è che di sicuro nel 1359 Raimondo del Balzo fu proprietario del castello di Casaluce. Egli decise di adempire alla promessa fatta al suo amico Ludovico circa sessant'anni a dietro, trasformando il castello in monastero e di costruire una chiesa che custodisse le preziose reliquie provenienti da Gerusalemme. Questo ragionamento ha le sue fondamenta se viene presa come data ufficiale di acquisizione del castello da parte dei monaci celestini il 1359-1360, poiché non abbiamo notizie di una data di ingresso ufficiosa che sembrerebbe, da un altro punto di vista, un'ipotesi più equilibrata con gli anni. In quegli anni, molto probabilmente, la regina Giovanna I liberava il feudo di Casaluce da tutti gli “offici regi” (tasse aggiuntive) nel 20 aprile del 1360 e dai connessi vincoli feudali. I monaci celestini ne presero ufficiale possesso l'8 agosto 1360. Lo annunciava un messaggero del re, leggendo sul portale di ingresso del castello la pergamena contenente la benemerenza regale e la donazione. Questo episodio fa quindi pensare che i monaci celestini fossero già presenti nel castello. Raimondo si riservava, però, un appartamento in tale monastero che avrebbe tenuto a vita natural durante, sua e della moglie Isabella d'Eppe, in virtù del fatto che non avevano eredi, e che avrebbero utilizzato per battute di caccia.

### Secolo XIV, L'opera dei Celestini: il regale Monastero di Casaluce, costruzione del Santuario - Gli affreschi di Niccolò di Tommaso
I monaci celestini presero possesso ufficiale del castello l'8 agosto 1360. Iniziarono immediatamente i lavori di abbellimento e la costruzione della chiesa annessa in stile gotico (…si affatigarono assai a eseguire la fabbrica delli claustri e dormitorio e le altre officine per detto monastero). Il castello agli occhi dei monaci appariva come un enorme edificio a pianta quadrata alto con tre piani, uno sottostante al piano di ingresso, il primo piano ed il secondo piano. I primi interventi furono il consolidamento dei tetti, la rimozione dei resti del torrione centrale e la costruzione della chiesa-Santuario delineando con mura perimetrali il lato sud-est. Furono al primo piano, trasformate in cappelle sette stanze del castello (le sette porte) tra le quali la cappella della Madonna, dal torrione sud-est fu ricavata la sacrestia, a lato est una stanza fu trasformata in presbiterio. Cominciò la costruzione del chiostro al lato est con le stanze capitolari e al lato ovest l'edificazione di un cortile. Il portale di ingresso fu trasposto dalla zona centrale delle mura ovest a una posizione più laterale verso sud della stessa parete ovest. Le sale che fungevano da dormitori e da armerie furono trasformate in sale per il refettorio, cucine e magazzino dal quale si accedeva alle cantine, dalle quali a loro volta si imboccavano delle uscite segrete. Al secondo piano furono costruite le celle per i monaci, degli stanzoni per le riunioni e fu abbellito un appartamento sovrastante il ponte levatoio che fu in un primo momento riservato al del Balzo e moglie o a quanti tra i sovrani volevano soggiornare nel monastero in virtù delle continue battute di caccia nei boschi circostanti. Gli esterni furono abbelliti con archi e merli, furono ricavate tutte le eventuali finestre (archi gotici, trilobati e polilobati) e porte. Da qui cominciava la maestosa importanza del luogo e del suo vetusto monastero, non solo per la presenza dei monaci ma soprattutto per la presenza dell'icona della Madonna col Bambino divenuta Maria S.S. nel titolo di Casaluce e delle idrie risalenti al I secolo a.C. Riconoscendo ai monaci celestini il loro senso dell'estetica, non solo cultura e senso del Vangelo, fecero abbellire la chiesa e le cappelle con cicli di affreschi di arte fiorentina raffiguranti scene del Vangelo e della vita di santi da alcuni maestri di scuola fiorentina e locale tra cui spicca il nome del maestro Niccolò di Tommaso sicuramente allievo e probabilmente figlio di Maso di Banco collaboratore diretto di Giotto (Consultare sezione Biografia). L'ingresso dell'Abazia fu segnato da un portale marmoreo interamente mosaicizzato attribuibile alla scuola dello scultore napoletano Tino da Camaino raffigurante la Vergine di Casaluce tra due angeli che ne sorreggevano il velo con ai piedi Raimondo del Balzo e la moglie Isabella d'Eppe nell'atto di donazione.

### La Madonna di Casaluce
Il castello di Casaluce fu trasformato in monastero e la chiesa costruita in esso fu dedicata alla Madonna col Bambino. Questo avvenne con certezza dall'anno 1360 in poi. Con esattezza, fu eretto il santuario di Santa Maria di Casaluce in quanto l'icona ne assunse il titolo. Questo stava a significare la legittima appartenenza dell'icona ai monaci celestini di Casaluce (l'abbazia santuario di Casaluce fu la prima chiesa dedicata a Santa Maria di Casaluce e rappresenta il santuario più antico di tutta la diocesi di Aversa). L'effigie della Madonna di Casaluce è un'icona bizantina dipinta con buona probabilità intorno al secolo XI ed è anche detta l'Odighitria cioè “Colei che indica la via”. Quando fu portata da Gerusalemme l'effigie era contenuta in una custodia fatta di canna d'India, tessuto rosso, lettere d'oro a carattere siriaco e un inciso che raffigurava un dragone. La vergine di Casaluce fu dipinta su una tavoletta di acero (tiglio secondo gli ultimi restauri), dallo sfondo tutto dorato con linee sottilissime a modo di raggi, è vestita di un lionato dalle tonalità marroni, dipinto solo il busto alla greca, con in testa e sulle spalle un velo che l'avvolge dello stesso colore, presenta sulla fronte e sulla spalla destra una stella d'oro, le maniche del vestito sono di azzurro e frangiate d'oro e col braccio sinistro regge un Bambino. Il Bambino, suo figlio, veste con una tunica di colore rosso arancione fregiato di oro ed in testa ha una raggiera azzurra che delinea una croce. Il braccio destro del bambino indica la madre in atto di benedizione ed il braccio sinistro avvolge una pergamena arrotolata ed ai piedi calza dei sandali lionati. Madre e Figlio si guardano mentre la mano destra della Madre indica il Figlio, questa caratteristica è assai rara nell'iconografia bizantina di solito la Vergine e suo Figlio guardano verso l'esterno. Il significato è associato a una trilogia, mentre il figlio guarda la madre in atto di benedire, la madre indica il figlio a chi osserva e quasi si legge dalle rosee e materne labbra un sussurro che evoca la famosa frase del Vangelo di Giovanni “fate quello che Egli vi dirà”, questo mette in risalto il ruolo di Mediatrice a lei associato. Le dimensioni del dipinto sono esattamente di cm 30 in altezza e cm 22 in larghezza. Questa icona diede inizio ad un culto che non aveva paragoni e la sua magnificenza nell'elargire miracoli si diffuse non solo nei territori circostanti ma scese in gran parte del regno di Napoli.
Le due idrie che la tradizione ha voluto attribuire alle giare utilizzate da Gesù Cristo per il primo miracolo di Cana in Galilea e che furono portate insieme all'icona, sono fatte di alabastro di un giallo paglierino una con ramature più scure, hanno diversa forma una più stretta e allungata l'altra più goffa ove le maniche sono legate al corpo dell'idria da due volti scolpiti. In esse ancora oggi viene eseguito il rito di benedizione delle acque la seconda domenica dopo l'Epifania, secondo un rituale antico dei monaci. Le idrie sono custodite una a destra e una a sinistra del trono marmoreo della Vergine nella cappella a Lei dedicata.
Il rituale dei monaci celestini per la benedizione dell'acqua è scritto interamente in latino, ed è composto da un insieme di canti, litanie, salmi e formule. È un rituale inedito e unico sul genere. Viene esposto e letto la seconda domenica dopo l'Epifania durante una solenne celebrazione che rappresenta il fulcro dei festeggiamenti della città di Casaluce.
La Madonna non è solo venerata a Casaluce ma in molti paesi:
- è venerata come compatrona a San Benedetto in Perillis (AQ) dove c'è una piccola tela di fine 1500 e inizio 1600 raffigurante la Madonna di Casaluce e in basso e in piccolo le due idrie di Cana. Più tardi aggiunsero anche una statua che in occasione della festa del 6 giugno viene portata in processione. In questo paesino, la parrocchia dove si venera la Madonna è una chiesa che apparteneva ai Celestini con annesso il monastero.
- In una frazione di Bacoli, chiamata Miseno nell'area dei Campi Flegrei, esiste una chiesa sul mare che negli anni Sessanta fu dedicata a Santa Maria delle Grazie, ma un tempo era dedicata alla Madonna di Casaluce. Sull'altare maggiore è posta una tela raffigurante la Madonna di Casaluce con san Luca evangelista che la ritrae e san Francesco d'Assisi inginocchiato.
- Nel 1903 con la benedizione apostolica di papa Leone XIII viene pubblicato il giornale mensile La Vergine di Casaluce, con lo scopo di mantenere la devozione della Madonna di Casaluce in Italia.
- Nella città di San Paolo del Brasile esiste una parrocchia dedicata alla Madonna di Casaluce. Essa è la prima chiesa costruita alla fine del XIX secolo dagli emigrati italiani a San Paolo, i quali erano delle zone agro aversano e napoletano.
- A Frattamaggiore (NA), furono dedicati una cappella, una strada, e un asilo chiamato "Maria Santissima di Casaluce". Un tempo sorse un'edicola sul posto con un'immagine della Madonna di Casaluce e vicino c'era una piazzetta che serviva ai "cordai" per lavorare alle funi. Quando lavoravano erano tutti sudati, quando stavano in pausa e bevevano un bicchiere d'acqua guardavano la loro protettrice in alto e accedevano un lume. Il proprietario della piazzetta mori nel 1945 così si ottenne lo spazio e costruirono una chiesa dedicata alla Madonna di Casaluce. Dopo tanti mesi decisero di abbattere l'immagine e collocarla in chiesa in alto all'altare maggiore.
- Nella parrocchia di Santa Croce in Casapesenna (CE) si conserva una copia dell'immagine della Madonna con tutto il baldacchino di legno.
- Nel Santuario della Madonna di Briano in Villa di Briano (CE), sul muro destro della navata della chiesa tra gli affreschi è dipinta l'Immagine della Madonna di Casaluce.
- Ad Aversa, nella chiesa dell'Annunziata è conservato un dipinto della Madonna di Casaluce tra gli angeli. Sulla facciata della chiesa di Santo Spirito c'è la Madonna di Casaluce. Anche le monache benedettine di clausura del monastero di San Biagio venerano un'immagine antica della Madonna di Casaluce.
- A Napoli nella chiesa del Gesù Vecchio tra le tante immagini è venerata quella della Madonna di Casaluce.
- Nel santuario di Centurelli (AQ) si venera la Madonna di Casaluce.
- Da alcuni anni a Ciorlano (CE) in una chiesa in alta montagna è venerata la Madonna di Casaluce attorniata da Celestino V, il beato Roberto da Salle e il beato Giovanni Bassand (abati e monaci celestini) con san Benedetto.

### Secolo XIV, alcuni avvenimenti dal 1362 al 1392
Secondo l'abate Donato Polieni da Siderno due anni dopo la donazione nel 1362 i monaci furono cacciati dal convento a causa di un equivoco causato da un uccello parlante, quale un corvo (una leggenda?) che negò l'ingresso nel monastero a Raimondo del Balzo e alla regina Giovanna I in un pomeriggio di tempesta, i quali bussando si sentirono rispondere “…non si può, non si può…”. I monaci Celestini furono sostituiti dai monaci Carmelitani entrati nelle grazie del barone di Casaluce del Balzo. Questi ultimi introdussero nel ciclo di affreschi fiorentini rappresentanti santi dell'ordine celestino, pitture raffiguranti santi del loro ordine. Chiarito poi il malinteso del corvo, fu restituito ai monaci celestini il monastero nel 13 gennaio 1363 con un nuovo atto di donazione da parte di Raimondo del Balzo. Fu una vera e propria lotta tra i due ordini monastici, in quanto i carmelitani non volevano cedere il possedimento acquisito. Fu utile un intervento dei soldati del re di Napoli (dice padre Polieni che i segni di quella battaglia furono ancora visibili sulle mura ovest del castello-monastero fino al XVII secolo inoltrato) ed il pretesto fu che il voto di povertà non permetteva loro la proprietà di un bene materiale. Raimondo del Balzo con profonda stima e fiducia nei confronti dei monaci celestini e per rinfrancarsi dall'equivoco creato donava al monastero di Casaluce i terreni di Montenegro del Molise con la fortezza e i casali nel 1366. La regina Giovanna I inoltre, divenuta devota della Madonna di Casaluce, fece trasformare un torrione del castello in campanile donando tre campane, due grandi e una piccola, un sontuoso e prezioso parato per il Santuario e un polittico composto da Madonna con Bambino con ai lati San Giacomo e San Francesco dipinto dal maestro senese Andrea Vanni; lei stessa visitò il monastero e la chiesa il 20 maggio 1366. Alla fine di questo secolo, nel 1392, nel quadro della contesa tra Luigi II d'Angiò e Ladislao di Durazzo per il dominio del regno meridionale, il monastero fu assediato dai filoangioini di Tommaso Sanseverino ed occupato a scopo prudenziale dal maresciallo durazzesco Iacopo Estenardo, il quale allontanò una seconda volta e per un certo periodo i monaci celestini. In questo periodo il Santuario venne trascurato e utilizzato per officiare messa solo nei giorni di festa. Nel 24 dicembre 1399 il re Ladislao consentì ai monaci di far ritorno nel monastero.
Molto probabilmente la verità sulla cacciata dei celestini dovette coincidere con qualche episodio particolare accaduto all'epoca delle lunghe lotte per la successione nel Regno di Napoli tra gli Angioini e i Durazzeschi o tra gli Angioini e gli Aragonesi, con cui i religiosi si dovettero, forse involontariamente schierare provocando le ire del partito avversario. L'unico punto fermo di questa vicenda è la donazione, deducibile dalla lapide, ancora oggi esistente al portale destro della Chiesa, donata ai monaci da Isabella D'eppe, moglie di Raimondo del Balzo, la quale dopo la morte del marito confermò la donazione del castello, donò l'appartamento che si erano riservati e le terre vicine. Con questa donazione gli abati del monastero di Casaluce acquisirono il titolo di baroni del castello di Casaluce, marchesi di Montenero e utili signori di San Zenobio (Bosco ad est del castello), titoli che tennero, con varie vicende fino agli inizi dell'Ottocento, quando vennero soppressi gli ordini religiosi da Gioacchino Murat.

#### Il Polittico di Casaluce

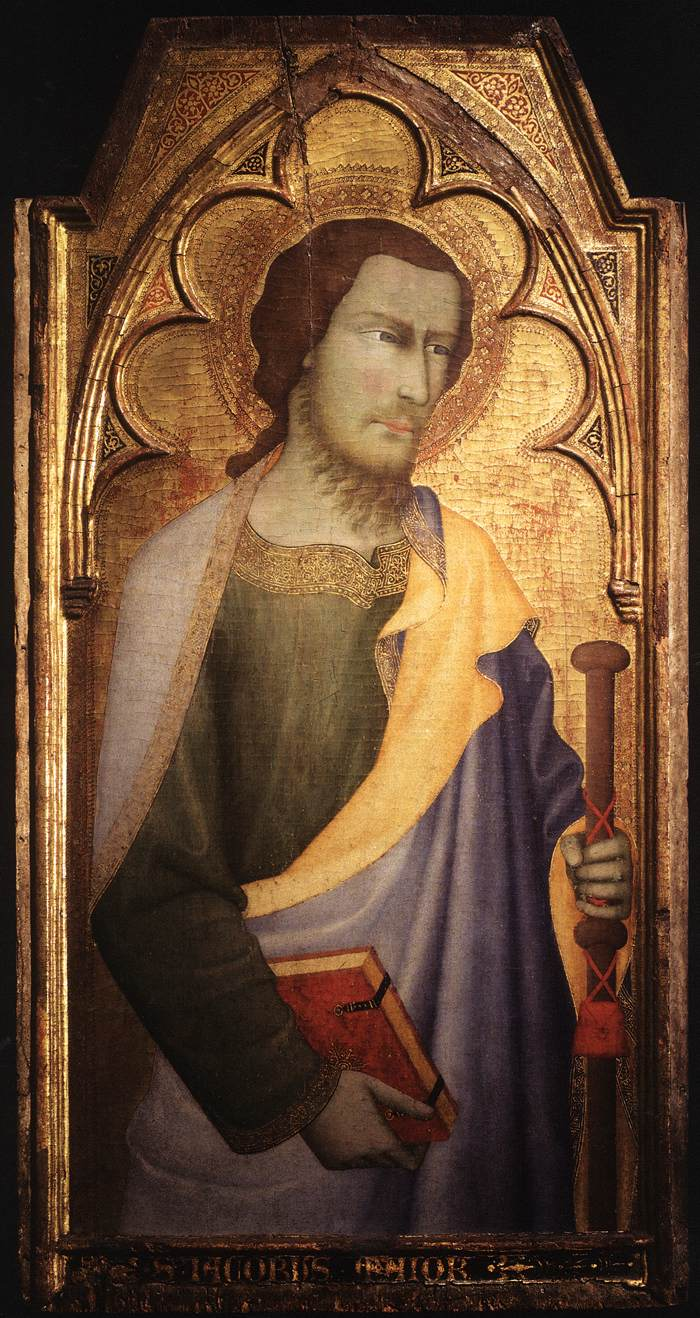
San Giacomo apostolo di Andrea Vanni (pannello superstite del polittico, oggi a Napoli, Museo di Capodimonte)

Le ultime notizie conosciute del trittico donato ai monaci celestini nel 1357 - 1358 sono riportate da Padre Polieni da Siderno, quando fu poi collocato nel 1600 nella cappella del Noviziato generale dell'ordine, al terzo piano del convento. L'opera napoletana del Vanni si riduce al polittico disperso che si trovava a Casaluce. I dibattiti sulla data del polittico di Casaluce, che un'antica scritta riferita per intero dal padre Costa nel 1709 assegnava nel 1355, ma che i più tendono a ritardare notevolmente, non vi è ancora modo di acquisire dati sicuri sul primo soggiorno. Ciò che è certo è che del polittico di Casaluce fecero parte il «San Giacomo» oggi alla pinacoteca di Capodimonte e il «San Francesco» del Lindenau-Museum ad Altenburg: quest'ultimo riunito giustamente al primo dall'Oertel, ad esclusione della diversa «Madonna» che il Morisani ritenne il centro dell'opera. La scritta letta da padre Costa sul polittico di Casaluce diceva in lettere d'oro: Andreas Vannis de Sennis magister pictor et domesticus familiarissimus domine Joanne regine Hierusalem et Sicilie me pinxit. Poiché vi si nomina solo Giovanna questo è un sintomo che l'opera fu eseguita quando Ludovico di Taranto era morto e Giovanna regnava da sola. Perciò non si potrà riesumare di certo la data del 1355. Non si potrà andare oltre del 1365, cioè oltre la vigilia dell'anno 1366 in cui, secondo il Costa l'opera sarebbe stata donata al Castello di Casaluce. Secondo il Lèonard ha dato la notizia che, dai conti angioini dal 1357-58 risulta presente a Napoli in quegli anni un «Alexander de Senis, pictor» intorno a quel tempo trafficava con Siena anche L'Accaiuoli.

#### La leggenda del corvo
…In un tardo pomeriggio tempestoso, mentre i monaci si affaccendavano nel refettorio, bussarono al portale d'ingresso del monastero i soldati che fungevano di scorta alla regina Giovanna I e al Barone del Balzo che si trovavano nei pressi del monastero per una battuta di caccia.
Sentirono rispondere: “chi è… chi è…”
Il soldato: “chiedono ospitalità sua maestà la Regina ed il Barone del Balzo…”
Sentirono ripetere “ non si può… non si può…”
I reali vedendosi negata l'ospitalità, indignati si recarono al monastero celestino di Aversa. Come punizione decisero di cacciare i monaci celestini dal monastero di Casaluce facendo dispetto di introdurre i monaci carmelitani. Quella vocina era di un corvo ammaestrato che si trovava in gabbia appeso ad un gancio vicino al portale d'ingresso.
Dopo qualche mese i Padri Celestini spiegarono tutto al Barone del Balzo e ritornarono al Monastero.

### Alcuni avvenimenti dal 1400 al 1800
Il 10 marzo 1403 re Ladislao fece visita alla Vergine di Casaluce, due giorni dopo ne confermò tutti i diritti e i privilegi del possesso di Casaluce ai monaci. Nell'aprile 1408 il re si impossessò di Roma per cui papa Alessandro V lo scomunicò e chiese aiuto a Luigi II d'Angiò per il recupero della città. Luigi II ne usciva vincitore. Quest'ultimo fece in modo di molestare tutti i protetti di Ladislao e in particolar modo Casaluce che gli oppose resistenza. I monaci furono di nuovo cacciati. Quando il re Ladislao riprese il dominio di Napoli riconfermava nel 1413 il castello ai celestini. Morto Ladislao gli succedette Giovanna II che adottò Carlo III di Durazzo che poi sconfessò a favore di Luigi II d'Angiò. Successivamente la regina dopo aver adottato Alfonso I d'Aragona lo sconfessò a favore di Luigi III d'Angiò e quando nel 1422 Alfonso I d'Aragona si impossessava di Napoli la regina fu costretta a rifugiarsi ad Aversa. Fu esposta al pericolo della furia di Alfonso e ne fu incolume il 1º ottobre 1423 e per grazia ricevuta poneva voto alla Madonna nel monastero di Casaluce. Ella ritornò per esprimere di nuovo devozione e fede nel 7 settembre 1433. Il 2 gennaio 1444 Alfonso I d'Aragona volle far visita all'icona avendo sentito parlare dei molti prodigi elargiti e ne restò un fedele devoto.
Il 18 marzo 1452 l'imperatore Filippo III con la moglie Eleonora di Portogallo, in visita allo zio, reale di Napoli, vollero venerare la Vergine e rimanere ospiti nel monastero di Casaluce. Il 16 giugno 1457 Alfonso I esentava Casaluce da ogni imposta, colletta o contribuzione per i bisogni della regia corte. Nel 1478 l'abate celestino Cipriano Gallo fece apportare numerosi lavori di abbellimento al monastero ed introdusse in chiesa diversi vasi d'argento tanto da far giungere la fama del complesso monastico al di fuori dei confini del regno (con esattezza furono lampade di argento, di cui oggi se ne può ammirare, soltanto, l'unica rimasta nella cappella della Madonna). Il 17 ottobre 1494 Alfonso II d'Aragona venne a Casaluce per visitare il Santuario e ne confermò tutti i privilegi acquisiti con gli anni. Fu scolpito nel 1500 il coro ligneo di corredo per il presbiterio. Una lunga serie di reali si susseguiva fino alla visita nel 31 gennaio 1536 dell'imperatore Carlo V. Egli fu attratto dalla fama assunta dal Santuario di Casaluce, e quindi volle venerare la Vergine. Fu ospite dei monaci per alcuni giorni. L'imperatore Carlo V incuriosito dalla custodia con la quale fu portata da Gerusalemme l'icona, chiese il permesso all'abate di scalfirla con il suo pugnale in modo da verificare se si trattasse di nodi di canna d'India. Nel 1576, fu eletto abate Tommaso di Capua, che affrontò “la spesa grande, della grande fabbrica del granaro grande, e i suoi tetti,…”. Nel 1584 si effettuò la sostituzione del pavimento della chiesa per opera dell'abate Francesco di Celano. Nel 1594 fu eretto un trono ligneo che serviva per accompagnare i vari spostamenti dell'icona tra Casaluce ed Aversa e viceversa. Nel 1600 fu cambiato l'aspetto artistico del Santuario introducendo arte barocca che coprì interamente l'affrescatura fiorentina, furono edificate una serie di incannucciate che coprirono in modo alternato alcuni archi a crociera della volta, questi lavori distrussero una minima parte degli affreschi giotteschi. Sempre di questi anni fu introdotto in Chiesa un organo con parecchie canne e intarsiato su legno. Il 14 novembre 1604 quando fu abate Ludovico di Bologna, Casaluce divenne sede di un Noviziato generale dell'ordine celestino che coincise con la costruzione di un terzo piano del castello. Nel 1622 l'abate celestino padre Donato Polieni da Siderno scriveva il libro “Historia del Real Castello di Casaluce…” e diventava il primo storico accreditato di Casaluce. Nel 1647, in piena rivoluzione napoletana, Vincenzo Tuttavilla generale di Spagna, pose nel castello–monastero un presidio di soldati i quali diedero non poche noie ai monaci. Nel 1624 venne fuso un trono di argento per il trasporto dell'icona da Casaluce ad Aversa e viceversa su cui vi erano fusi di argento rappresentanti ai lati dell'icona SS. Pietro e Paolo, sopra L'Eterno Padre e sotto S. Luca in atto di dipingerla. Nel 1709 padre Andrea Costa scriveva le “Rammemorazioni historica dell'effigie di Santa Maria di Casaluce”. Nel 1734 il re Carlo III di Borbone si recò due volte nel Santuario della Madonna, mentre si trovava in territorio aversano. Nel 1736, come riferisce G. Parente, furono fatti parecchi lavori che riguardarono gran parte del Monastero; la Chiesa fu completamente rifatta in stile tardo barocco, anche l'appartamento abbaziale subì cambiamenti; le pareti furono arricchite di decorazioni a tempera con motivi di prospettive architettoniche con loggiati e porticati finti, secondo un gusto artistico del tempo (tale da farne acquisire il notevole prestigio che ancora oggi vanta integralmente e interamente).

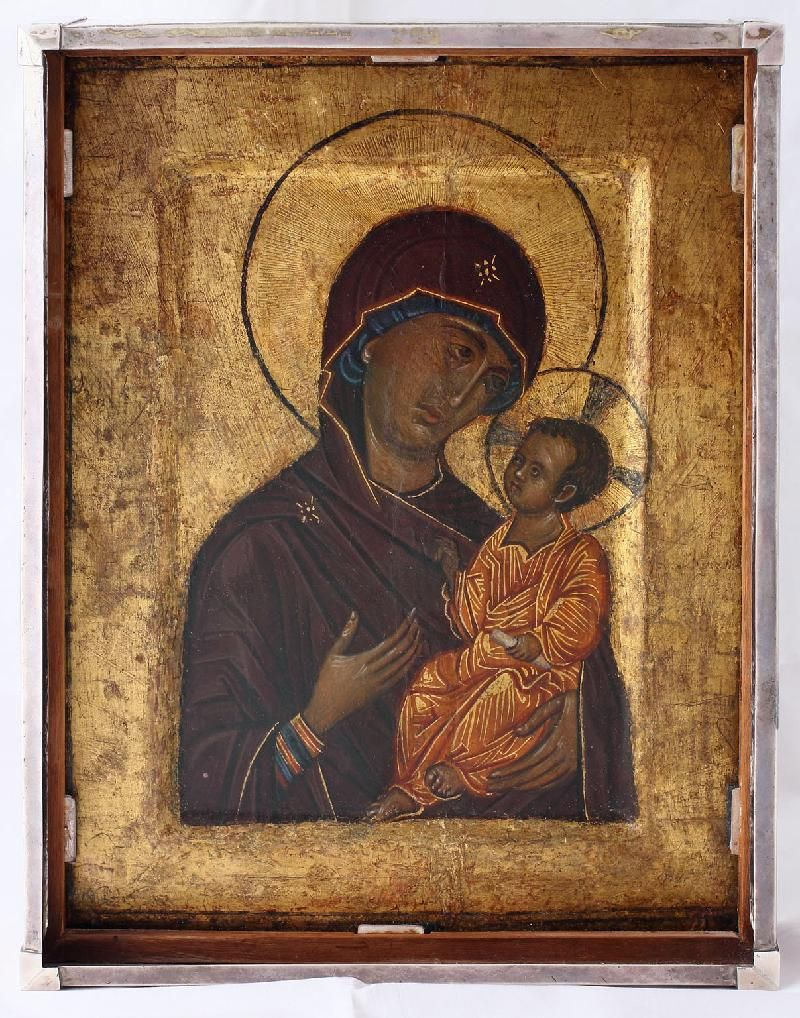
Sacra Icona della Madonna di Casaluce

### La devozione diffusa
I monaci celestini per diversi secoli contribuirono a diffondere dovunque la devozione alla Madonna di Casaluce mediante l'entusiasmo e lo zelo dei pellegrini che da ogni parte del regno confluivano al Santuario. Con decreto del 14 novembre 1604 ottennero che il monastero divenisse sede di un noviziato. I novizi portavano nei vari monasteri celestini copie dell'icona della Madonna di Casaluce, e questo spiega la presenza di una copia a San Benedetto in Perillis presso Sulmona alla quale fu dedicata una chiesa. Nel 1661 fu fondata una chiesa dedicata alla Vergine di Casaluce in Miseno presso Bacoli, per volere del marchese di San Marcellino proprietario di quelle terre. Venerano la Madonna di Casaluce in Casapesenna, nel Santuario di Briano, in Ciorlano, in Frattamaggiore, nella chiesa del Gesù Vecchio, nella chiesa dell'Annunziata in Aversa, nel Santuario mariano di Centurelli (L'Aquila) e in tanti altri luoghi dove è stata trovata devozione e venerazione di copie dell'effigie. Attualmente il monastero celestino di Aversa dedicato a San Pietro a Maiella include la parrocchia dei SS. Filippo e Giacomo ospita l'icona della Madonna di Casaluce quattro mesi l'anno. Siccome il territorio di Casaluce nel periodo estivo si mostrava insalubre, poiché ricco di paludi, i monaci erano costretti a lasciare il monastero di Casaluce e chiedere ospitalità ai monaci celestini di Aversa, traslando l'icona della Madonna di Casaluce. La devozione alla Madonna di Casaluce, divenne un sentire comune tra la gente di tutto il Regno di Napoli, soprattutto dell'agro aversano. In Aversa intanto infervorava ancora di più la devozione per la Madonna, tale che i cittadini vollero abbellire nel 1645 la cappella dove ella attualmente è posta con le idrie (nel suo unico Santuario di Casaluce). Nel 1772 la cappella venne impreziosita con affreschi, marmi ed un maestoso cancello in ferro battuto. Il 12 maggio 1772 il vescovo di Aversa Borgia otteneva da papa Clemente XIV un rescritto con il quale la Vergine di Casaluce fu dichiarata patrona di Aversa e della diocesi e l'anno successivo si otteneva l'ufficio e la messa sotto il titolo della Maternità della Beata Vergine. Questo avvenimento non fu ben accolto dai monaci di Casaluce che cercarono di impedire in quanto temevano un allontanamento permanente dell'effigie dal loro monastero. Nel 1744 Aversa chiedeva la presenza della Madonna in città per due mesi ed il 13 settembre 1801 si procedette alla prima solenne incoronazione della Vergine a seguito del capitolo vaticano del 9 giugno 1801 (una seconda incoronazione nel primo centenario nel 1901 e una terza nel 14 settembre 1980 perché la corona fu trafugata il 23 settembre 1979 in Aversa). La gente accorse da ogni città per godersi la spettacolare funzione. Incominciarono in questi anni folti pellegrinaggi e processioni per chiedere grazie alla Madonna di Casaluce soprattutto per ottenere pioggia nei periodi di siccità. La devozione alla Madonna di Casaluce si estese anche in Brasile, attraverso emigranti del luogo, che a fine secolo XIX raggiunsero la zona di San Paolo del Brasile dove edificarono la parrocchia di “Nuestra Senhora de Casaluce”.

### Secolo XIX, Repressione degli ordini monastici

#### Soppressione degli ordini monastici
Nel 1807 con editto napoleonico, Gioacchino Murat sopprimeva tutti gli ordini monastici del regno di Napoli, ed il 14 febbraio dello stesso anno furono cacciati i monaci celestini di Casaluce e di Aversa, i quali furono costretti a lasciare i propri monasteri che furono trasformati in caserme ed ospedali militari. A Casaluce rimase utilizzabile solo il Santuario. Gli abati celestini di Aversa e di Casaluce, padre Carlo Serra e padre Domenico Pandolfelli con i sacerdoti celestini don Nicola Caputo e don Pasquale Silvestro non riuscirono a riprendere in mano la situazione perché nel frattempo le loro sedi abbaziali divennero rapidamente chiese parrocchiali con decreto regio del 13 marzo 1807. Il Santuario di Casaluce pur mantenendo il titolo, divenne parrocchia di Santa Maria ad Nives e la chiesa dei Celestini di Aversa divenne parrocchia dei Santi Filippo e Giacomo. A nulla valsero gli interventi della municipalità di Aversa e Casaluce con una nota del 26 febbraio 1815 a favore dei monaci.

#### La traslazione tra Aversa e Casaluce
Quando i monaci di Casaluce lasciavano nei mesi estivi il monastero, ospiti dei monaci aversani esponevano l'icona della Madonna di Casaluce alla pubblica venerazione, tale che incentivarono il rafforzamento del culto, che dopo la soppressione dei monaci, fu pretesa dal popolo aversano. I due parroci si accordarono con la permanenza dell'icona sei mesi ad Aversa e sei mesi a Casaluce, mentre le due idrie rimanevano in esposizione permanente nel Santuario di Casaluce. La calma fu apparente fino a quando cominciarono una discussione sulla proprietà del baldacchino argenteo fatto fondere nel 1624. La questione fu portata davanti al Consiglio degli Ospizi, ed ebbe ragione il popolo di Casaluce. L'8 gennaio 1853 un decreto governativo ad istanza dei casalucesi ripristinava quello del 1744 con il quale Aversa poteva avere l'icona per solo due mesi. A sua volta a seguito di un'istanza degli aversani, il 23 marzo 1857 fissava gli attuali otto mesi a Casaluce e quattro ad Aversa con la traslazione annuale del 15 giugno ad Aversa ed il 15 ottobre a Casaluce. Le contese furono aspre ed ancora oggi esitano a scomparire del tutto.

#### Le feste
I giorni di solennità per il Santuario di Casaluce rimasero la seconda domenica dopo l'epifania, quando l'acqua veniva (e ancora oggi) benedetta nelle idrie di Cana di Galilea (acqua ritenuta miracolosa) con il rituale scritto dai monaci celestini di Casaluce, che per l'occasione venivano esposte alla venerazione dei fedeli, si festeggiava la Madonna di Casaluce la prima domenica di maggio ed il 15-16-17-19 ottobre anche il 18 la festa di San Luca, il quale si pensava fosse l'autore del dipinto della Madonna col Bambino. In Aversa, invece, la Vergine di Casaluce veniva festeggiata a partire dal 1772 la seconda settimana di settembre.

### Secolo XX, Vicissitudini, abbandono e rovina dell'Abbazia Santuario e del castello-monastero di Casaluce - un monumento a rilievo nazionale

#### Il Santuario
Nel 1903 con la benedizione apostolica di papa Leone XIII venne pubblicato il periodico “la Vergine di Casaluce”. Questo periodico servì molto per tenere accesa la devozione in terre vicine e lontane. Nel 1934 il sacerdote Bartolomeo Russo pubblicò un testo sulla storia di Casaluce dal titolo “il Santuario della Madonna di Casaluce ed il suo Castello”. Con il trascorrere degli anni arrivarono anche eventi tristi: le lunghe processioni di pellegrini e devoti che chiedevano il miracolo della pioggia cessarono, nel 1972 gli affreschi della cappella delle sette porte e San Pietro Celestino V in cattedra e San Benedetto nell'atrio furono staccati dalla soprintendenza ai beni culturali della Campania e portati a Napoli per il restauro (essi torneranno in sede originaria come previsto dalla Carta del restauro del 1972). Venti di questi affreschi si possono ammirare a Castelnuovo di Napoli ed altri tenuti nei magazzini di Capodimonte e San Martino. Il 19 maggio 1978 nella chiesa di Casaluce l'Icona fu spaccata in due da un folle con l'intento di portarla via dal trono. Il dipinto fu restaurato dalla scuola di restauro napoletana ed il vescovo Antonio Cece riportò a Casaluce l'effigie. Nel 1980 fu introdotto un baldacchino bronzeo con il pretesto di esporre a vista l'icona togliendola dalla sua originaria sistemazione. Questa modifica portò alla chiusura della finestra del presbiterio che dava luce all'alba all'intero edificio, rovinando l'intera parete e l'assetto artistico-architettonico. Per tale motivo, all'esterno è stato creato un avamposto di cemento armato che stravolge il maestoso panorama del castello al lato est. Intanto scomparivano il trono abbaziale, i due laterali e gli inginocchiatoi del coro ligneo del 1500. Il 7 gennaio 1981 fu completato un piano di restauro che riprendeva gli elementi barocchi. Circa due anni dopo, la soprintendenza ritenne che il lucernario rappresentava un elemento di disturbo per la volta gotica ed eliminarono l'incannucciata barocca e rinvennero gli affreschi di scuola giottesca di cui si conosceva l'esistenza già dal 1937. Dopo questo futile ciclo quella parte della volta fu ripristinata “con rigoroso cemento armato” dando vita ad un obbrobrio senza precedenti. La volta fu lasciata in uno stato disastroso, e gli affreschi fiorentini, rappresentanti la gloria dei santi in uno stato di abbandono, furono restaurati otto dei trenta clipei di cui sei completamente distrutti (la stessa sorte toccò anche ad un ramo del chiostro e di alcuni pilastri). Questi lavori di restauro furono eseguiti dalla soprintendenza al patrimonio dei beni culturali di Napoli diretta dall'architetto Luigi Picone ordinario alla facoltà di architettura di Napoli. Il 3 luglio 1983 nella chiesa di San Giovanni Battista in Savignano ad Aversa, fu trafugata l'antica argenteria (il baldacchino dei monaci celestini) del 1624 che fu fatto ricostruire dal popolo di Aversa nel 1984, inaugurato dal vescovo Gazza in piazzetta Madonna di Casaluce in Aversa. I restanti ventidue anni sono passati tra un ulteriore abbandono e continue richieste di aiuto. Nel 2004 l'Icona della Madonna di Casaluce lasciava il Santuario per alcuni mesi per un restauro effettuato da un maestro restauratore del Vaticano. L'11 febbraio 2007 per ricordare alcuni avvenimenti storici, è stato inaugurato il concerto di campane. Esattamente sei nuove campane che si aggiungeranno alle altre due già impiantate, è stato dato loro il nome di "Castellana" in onore della Vergine di Casaluce, "Celestina", "Benedettina", "Angelica", "A Roberto da Salles" e la "Nives". Nel 2007 il castello versa ancora in uno stato di abbandono, pur essendo ancora attiva, ed il deturpo e la rovina proseguono sotto gli occhi di tutti. Per la devozione a Maria di Casaluce, il Santuario è meta di pellegrini,provenienti dai comuni limitrofi, ma anche da due località dell'Abruzzo che hanno in comune con Casaluce questa devozione mariana-celestiniana.

#### Il castello-monastero
I beni che vennero confiscati ai celestini, passarono in mano al collegio napoletano. Con la nascita dello Stato italiano, e dopo un breve periodo, i beni vennero riceduti alla curia vescovile di Aversa. Il monastero di Casaluce ed il suo santuario, che nacquero come unico corpo, furono smembrati nel tempo. Da quando il castello venne restituito alla curia, si è passati da enfiteusi a enfiteusi fino ai giorni nostri, lasciandolo all'incuria e quindi alla inevitabile distruzione. Parecchi sono stati gli astuti e furbeschi tentativi di acquisizione del castello-monastero da parte di molti, fortunatamente, per adesso, senza risultati. L'unico restauro eseguito per il mantenimento del castello – monastero è stato fatto 1988 esclusivamente per l'appartamento abbaziale ad opera della Soprintendenza; la parete nord-ovest del castello fu “restaurata frettolosamente” con intonaco su tufo a vista trascurando lo stile artistico ed architettonico del complesso e parte del chiostro con cemento armato.
Dal 2011, al via una nuova ripresa delle operazioni di intervento che gettano nuova luce sugli studi critici.

### Sancta Maria ad Nives in Casaluce
La parrocchia di Sancta Maria ad Nives ha sede nell'abbazia-santuario della Madonna di Casaluce sin dalla soppressione dell'Ordine Monastico dei Padri Celestini (1807). Grazie a questa parrocchia, il culto della Madonna di Casaluce è rimasto vivo nel tempo, lo splendore architettonico ed artistico del complesso cenobitico è stato, in parte, conservato. Allora, dopo il trasferimento della sede parrocchiale, quella originaria sita nelle vicinanze del Santuario, è stata abbandonata. Negli anni '70 venne abbattuta.
Il culto di Sancta Maria ad Nives (cioè la Madonna della Neve) è rimasto, tramite la statua anch'essa trasferita ed esposta nel Santuario. La festa liturgica cade il 5 agosto e questo titolo mariano " Ad Nives" è legato a quello della basilica di Santa Maria Maggiore sul colle Esquilino di Roma, il più antico santuario mariano d'Occidente. Secondo la tradizione, nel IV secolo, un giovane patrizio romano di nome Giovanni, poiché non aveva né mogli né figli, decise di offrire i suoi beni alla Madonna, per l'edificazione di una chiesa a lei dedicata. La Vergine Santa apprezzò il gesto e gli apparve in sogno la notte tra il 4 e il 5 agosto, indicando con un miracolo il luogo dove fondare la nuova chiesa. Il mattino seguente, Giovanni si recò da papa Liberio, il quale, avendo fatto lo stesso sogno, si recò insieme a Giovanni sul posto e attesero il miracolo: il Colle Esquilino fu coperto di neve, in piena estate. Il pontefice tracciò il perimetro della chiesa da edificare, seguendo la superficie innevata. La chiesa fu detta liberiana, mentre dal popolo fu chiamata "ad Nives". Ogni anno nella solennità del 5 agosto, si rievoca il miracolo della neve nella basilica di Santa Maria Maggiore.
Anche a Casaluce, durante i Solenni Festeggiamenti della Madonna della neve, che avvengono nei primi giorni di Agosto, si rievoca il famoso "miracolo della neve", la quale si poggia sull'effigie mariana, mentre fa rientro nella sua parrocchia nel santuario di Casaluce.

### Simboli
Lo stemma, adottato con deliberazione del consiglio municipale, è descritto nello statuto comunale:
(Art. 6 c. 5 dello Statuto comunale)
Lo stemma riprende l'emblema della Congregazione dei celestini di Casaluce dove la lettera "S" (che indica lo Spirito Santo) è intrecciata a una croce eretta sui tre colli (Umiltà, Povertà e Castità) con ai lati due gigli angioini (stemma della famiglia D'Angiò).
Il gonfalone è un drappo di azzurro.

## Monumenti e luoghi d'interesse
- Castello normanno della Contea di Aversa, con Abbazia e Santuario della Madonna di Casaluce (Chiesa Madre di Santa Maria ad Nives), posto in un’area di centuriazione romana, fu fatto edificare probabilmente dal conte Rainulfo a scopo difensivo.
- Chiesa di San Marcellino in Aprano
- Chiesa San Nicola a Piro
- Chiesa di Popone
- Monumento ai caduti (del 2010)

## Società

### Evoluzione demografica
Abitanti censiti

### Religione
La maggior parte dei cittadini è di credo cattolico. Casaluce fa parte della Diocesi di Aversa, della forania Trentola-Casaluce. Le parrocchie territoriali, che comprendono la comunità dei fedeli casalucesi, sono quattro: Sancta Maria ad Nives, San Marcellino in Aprano, San Nicola a Piro e San Lorenzo in Aversa.
Come in molti paesi della Campania e, specificamente, della diocesi di Aversa, a Casaluce sono vive le devozioni popolari legate al culto dei Santi e di Maria (madre di Gesù). Il principale legame instaurato tra fedeli e Maria, è quello che caratterizza la venerazione dell'icona della Madonna di Casaluce.
Tradizioni di natura religiosa
- Solennità delle Sacre Idrie nell'Abbazia-Santuario, 2 domeniche dopo l'Epifania.
- Solenni Festeggiamenti di Maria Ss.di Casaluce, la II domenica di maggio
- Festa di San Celestino V, all'abbazia-santuario, il 19 maggio
- Festa di San Marcellino al rione Aprano, il 2 giugno.
- Solenne processione di consegna alla consorella comunità di Aversa di Maria Santissima di Casaluce, il 15 giugno
- Festa di San Nicola al rione Casalnuovo a Piro, l'ultima domenica di giugno.
- Festa di Santa Maria ad Nives (Madonna della Neve), i primi giorni di agosto, nella parrocchia omonima (che ha sede nell'Abbazia-Santuario).
- Festa patronale della traslazione di Maria Santissima di Casaluce da Aversa, il 15 ottobre. A seguire peregrinatio Mariae (la Madonna nelle strade della città è accolta dal popolo devoto) dal 15 al 19 ottobre.

## Economia
L’agricoltura costituisce ancora una fondamentale fonte di reddito. Il settore secondario è attivo per lo più nei comparti alimentare, edile, metallurgico e del legno.

## Infrastrutture e trasporti
Il comune di Casaluce è servito da uno svincolo della SP 335 ex SS 265 dei Ponti della Valle (Giugliano-Marcianise). Fu, inoltre, servito dalla stazione di Casaluce della vecchia ferrovia Alifana Bassa, dismessa nel 1976.

## Amministrazione
| Periodo       | Periodo        | Primo cittadino   | Partito                | Carica                    | Note |
| ------------- | -------------- | ----------------- | ---------------------- | ------------------------- | ---- |
| novembre 1993 | novembre 1997  | Cannivale Aniello | Lista civica di centro | Sindaco                   |      |
| novembre 1997 | maggio 2002    | Proto Fedele      | Polo delle Libertà     | Sindaco                   |      |
| maggio 2002   | giugno 2006    | Proto Fedele      | Casa delle Libertà     | Sindaco                   |      |
| giugno 2006   | giugno 2009    | Stefania Rodà     |                        | Commissario straordinario |      |
| giugno 2009   | maggio 2019    | Nazzaro Pagano    | Lista Civica           | Sindaco                   |      |
| maggio 2019   | dicembre 2020  | Antonio Tatone    | Lista civica           | Sindaco                   |      |
| gennaio 2021  | settembre 2021 | Stefania Rodà     |                        | Commissario straordinario |      |
| ottobre 2021  | in carica      | Luongo Francesco  | Lista Civica           | Sindaco                   |      |